# 지모쿠지정
지모쿠지정(일본어: 甚目寺町)은 아이치현 중서부에 위치하였던 아마군의 정이다. 면적은 9.34km2이고 인구는 2010년 3월 22일 기준으로 39,779명이었다.
2010년 3월 22일에 아마군 미와정, 싯포정과 합병해 아마시가 되어 소멸되었다.

## 인접한 자치체
- 나고야시(나카무라구)
- 기요스시
- 이나자와시
- 아마군 미와정, 싯포정, 오하루정

## 역사
- 1906년 7월 1일：7개의 촌이 합병해 지모쿠지촌이 성립하였다.
- 1933년 8월 1일：정으로 승격하였다.

## 교통

### 철도
- 나고야 철도 메이테쓰 쓰시마선쓰시마선

### 도로
- 히가시메이한 자동차도
- 국도 302호선